# عشبة المنشار
عشبة أو حشيشة المنشار (الاسم العلمي: Biserrula pelecinus) نبات عشبي بري مرعوي صغير القد نحيل الساق من فصيلة القرنيات الفراشية. يكثر في المراعي الطبيعية وفي الأرض البور. أوراقه منشارية الحافة ثنائية التسنين.